# アードゥルナルセ
アードゥルナルセ（ペルシア語: آذرنرسه）は、サーサーン朝の第9代君主（在位：309年）。ホルミズド2世の息子。父の死後に数か月間統治したが、殺害された。殺害の理由について、貴族とゾロアスター教の聖職者が権力奪取をもくろんだため、アードゥルナルセを殺害、その弟1人を盲目にして、別の弟に逃亡を強いたという説がある。別の説では暴君だったため殺害されたという。後継者はアードゥルナルセが殺害された時点でまだ生まれていない弟シャープール2世だった。